# Fiona Rae
Fiona Rae (Hong Kong, 10 ottobre 1963) è un'artista britannica.

## Biografia
Rae è nata a Hong Kong e ha vissuto anche in Indonesia prima di trasferirsi in Inghilterra nel 1970. Dopo essersi trasferita in Inghilterra, ha frequentato la Downe House, un collegio per sole ragazze nel Berkshire. Ha poi frequentato il Croydon College of Art per studiare in un corso propedeutico (1983-1984) e il Goldsmiths, University of London (1984-1987), dove ha conseguito un Bachelor of Arts.
Nel 1988 ha partecipato a Freeze, una mostra d'arte organizzata da Damien Hirst che ha lanciato una generazione di artisti conosciuta come Young British Artists.
Nel 1991 è stata selezionata per il Turner Prize e nel 1993 è stata candidata al premio austriaco Eliette Von Karajan per i giovani pittori.
Nel 1997 ha partecipato a Sensation, organizzata da Charles Saatchi presso la Royal Academy of Arts.
Il 28 maggio 2002 stata nominata Accademica Reale alla Royal Academy of Arts di Londra.
Nel 2002 la Tate Modern le ha commissionato la creazione del trittico Shadowland di 10 metri per il ristorante del museo.
Ha fatto parte del Tate Artist Trustee dal 2005 al 2009.
Nel dicembre 2011 è stata nominata professoressa di Pittura presso la Royal Academy di Londra; insieme a Tracey Emin, nominata professoressa di Disegno, è una delle prime due donne a tenere una cattedra da quando l'accademia è stata fondata nel 1768.

## Pubblicazioni
Oltre a numerosi cataloghi di mostre, i dipinti di Rae sono discussi in molte pubblicazioni tra cui:
- 1996 - Morgan, Stuart, "Fiona Rae: Playing for Time", What the Butler Saw, Ian Hunt (ed.), Londra, Regno Unito: Durian Publications
- 1996 - The 20th-Century Art Book, London, UK, Phaidon Press
- 1999 - Stallabrass, Julian, High Art Lite: British Art negli anni '90, Verso London e New York
- 1997 - Button, Virginia, The Turner Prize, Londra, Regno Unito, Tate Gallery Publishing
- 2004 - Tate Women Artists, testo di Alicia Foster, Londra, Regno Unito, Tate Gallery Publishing
- 2006 - Tate Modern: The Handbook, Frances Morris (ed.), Testi di Michael Craig-Martin, Andrew Marr e Sheena Wagstaff, Londra, Regno Unito, Tate Publishing
- 2007 - Il premio Turner.  Revised Edition, Virginia Button, Londra, Regno Unito, Tate Publishing
- 2007 - Open Space: Art in the Public Realm a Londra 1995–2005, Jemima Montagu (a cura di), Londra, Regno Unito, Arts Council England e Central London Partnership
- 2009 - Painting Today, Tony Godfrey (a cura di), Londra, Regno Unito, Phaidon Press
- 2010 - Barret, Terry, Making Art: forma e significato, New York: McGraw-Hill Publishers
- 2010 - Pooke, Grant, Contemporary British Art: An Introduction, Londra, Regno Unito: Routledge
- 2012 - Fiona Rae: forse puoi vivere sulla luna nel prossimo secolo, Londra, Regno Unito: Ridinghouse in associazione con la Leeds Art Gallery .

## Opere di Fiona Rae nei musei
- Museo Hirshhorn e Sculpture Garden, Washington DC;  'Sunburst Finish' (1997)
- Royal Academy of Arts, Londra, Regno Unito;  'Untitled (six on brown)'
- Museo d'arte moderna di Sintra: The Berardo Collection, Sintra, Portogallo
- Southampton City Art Gallery, Inghilterra;  Fast Breeder
- Tate Modern, Londra, Regno Unito; "Untitled (giallo)", 1990; "Untitled (grigio e marrone)", 1991; "Untitled (pronto soccorso)", 1996; "Visione notturna", 1998, "Shadowland", 2002.

## Mostre personali
Dopo il successo di "Freeze" nel 1988, i dipinti di Rae sono apparsi in mostre personali a livello internazionale.
- 'Fiona Rae' Kunsthalle Basel, Svizzera (1992)
- "Fiona Rae" presso l'Institute of Contemporary Arts di Londra (1993-1994)
- "Fiona Rae", Carré d'Art Musée d'art contemporain de Nîmes, Francia (2002–2003)